# Зудвальде
Зудвальде (нем. Sudwalde) — община в Германии, в земле Нижняя Саксония.
Входит в состав района Дипхольц. Подчиняется управлению Швафёрден. Население составляет 1061 человек (на 31 декабря 2010 года). Занимает площадь 27,15 км².
| Год  | Население |
| ---- | --------- |
| 1990 | 957       |
| 1995 | 1032      |
| 2000 | 1112      |
| 2005 | 1123      |
| 2010 | 1051      |